# Berkshire
Berkshire (AFI: [ˈbɑːkʃə] ou AFI: [ˈbɑːkʃɪə]; algumas vezes abreviado para Berks) é um condado da região da Inglaterra denominada Sudeste da Inglaterra. E também frequentemente chamado de Condado Real de Berkshire por causa da localização da residência real do Castelo de Windsor; este uso, que vem pelo menos desde o século XIX, foi reconhecido pela rainha em 1958, e por uma carta de patente confirmando-o em 1974.
As principais cidades do condado são Windsor, Reading e Ascot. Outras cidades e vilas incluem Aldermaston, Binfield, Bracknell, Brey, Burchett's Green, Caversham, Chieveley, Compton, Cookham, Crowthorne, Datchet, Finchampstead, Hungerford, Lambourn, Langley, Maidenhead, Newbury, Oakley Green, Pangbourne, Sandhurst, Sindlesham, Slough, Speen, Spencers Wood, Sunningdale, Sunninghill, Swallowfield, Thatcham, Theale, Twyford, Upper Bucklebury, Wargrave, Wickham, Winnersh, Wokingham e Woodley.